# Ethelynde Smith
 (août 2019).
Si vous disposez d'ouvrages ou d'articles de référence ou si vous connaissez des sites web de qualité traitant du thème abordé ici, merci de compléter l'article en donnant les références utiles à sa vérifiabilité et en les liant à la section « Notes et références ».
 (août 2019).
Ethelynde Smith, née le 28 mai 1888 à Portland et morte le 24 février 1978 est une cantatrice et une peintre américaine spécialisée dans les représentations de plantes.

## Biographie
Ethelynde Smith nait à Portland dans le Maine. Elle est la fille de George E. Smith et de son épouse. Elle reçoit sa formation de cantatrice à Boston et à New York. Après avoir rencontré un succès local, elle est engagée en tant que soliste par le Festival de Musique du Maine, en 1916, pour chanter au côté de Geraldine Farrar.

### Carrière
Smith fait des tournées du milieu des années 1910 jusqu'à la fin des années 1930. Elle y tient le rôle de cantatrice soliste invitée pour des performances d'orchestres dans de grands théâtres. Elle donne aussi des performances plus intimistes dans des clubs féminins ou pour un public d'étudiants. Ses tournées la mènent dans de nombreuses villes du Canada et des États-Unis. C'est elle qui gère sa carrière : elle fait sa propre promotion, accepte les engagements, organise son calendrier et conduit sa voiture d'une ville à l'autre. Pendant et après la Première Guerre mondiale, elle présente une sélection de « vieilles chansons des pays de l'alliance ». Elle remet des chansons allemandes dans sa programmation à partir de 1928.
Smith déménage à Altadena dans le sud de la Californie et change de carrière en se tournant vers les arts picturaux. En effet, en 1943, une maladie a attaqué sa voix. Elle se spécialise dans les aquarelles représentant des végétaux. Ses œuvres sont exposées au Musée d'histoire naturelle de Chicago (Chicago Natural History Museum) en 1949 et en 1957, au musée des Arts et des Sciences de Rochester dans l'État de New York en 1957, au musée d'art du comté de Los Angeles (Los Angeles County Museum of Art) en 1965, et dans les jardins Descanso (Descanso Gardens) en Californie en 1966. Eleanor Jewett de la Chicago Tribune écrit, pleine d'enthousiasme et d'admiration, que « les magnifiques peintures de fleurs de Ethelynde Smith exposées au musée d'histoire naturelle de Chicago nous rappellent les énormes fleurs, parfaitement exécutées, de Georgia O'Keeffe ». Jewett ajoute que « l'exposition était instructive en plus d'être un régal pour les yeux ». Cependant, un autre critique juge qu'il s'agit plus d'illustrations horticoles que d'art au sens propre du terme[réf. nécessaire].
Smith reçoit un diplôme honorifique de l'université d'Aurora en 1945 pour avoir aidé à assembler les documents de la collection de musique de la bibliothèque de cet établissement.
Elle meurt en 1978, à l'âge de quatre-vingt-neuf ans. Ses archives se trouvent à l'université d'Aurora.